# Marmellata 25
Marmellata #25 è un singolo di Cesare Cremonini, il primo estratto dal suo secondo album da solista Maggese, pubblicato il 16 maggio 2005.
Il titolo fa riferimento a un passaggio del testo in cui il cantante, lasciato dalla propria fidanzata, consola il proprio dispiacere mangiando «chili di marmellata» che la ragazza gli nascondeva. La marmellata ha un significato metaforico la cui interpretazione viene lasciata all'ascoltatore, mentre il numero 25 rappresenta l'età anagrafica di Cremonini al momento dell'uscita del brano.
Il brano è ampiamente considerato fra i più celebri e amati della carriera di Cremonini e uno dei suoi cavalli di battaglia, apprezzato anche dal calciatore Roberto Baggio il cui nome è citato nel testo. Durante i concerti, il cantante è solito lasciare in sospeso l'ultimo verso della canzone per lasciarlo cantare al pubblico.
È stata prodotta anche una versione alternativa del brano, Marmellata #24, inserita come b-side nel singolo successivo Maggese.
È stato frequentemente trasmesso in radio, raggiungendo la posizione numero 1 dell'airplay.

## Origine e significato del brano
Rispondendo alle domande dei suoi fan, Cremonini ha dichiarato che la canzone è stata scritta nei primi anni 2000, a notte fonda, in un momento di sconforto per l'improvviso abbandono da parte della sua fidanzata di allora, circostanza che lo fece ritrovare da solo nella casa ancora piena dei suoi effetti personali.
Nell'interpretazione data dal cantante, che egli stesso considera però non vincolante, il testo racconta la «fine dell'innocenza»: in questo senso l'aver mangiato la marmellata rappresenta la "violazione" del patto con la ragazza e quindi il superamento della condizione precedente, la ritrovata felicità nello stare da soli, e quindi la fine effettiva del rapporto e la crescita personale.

## Videoclip
Girato in 35mm da Gaetano Morbioli per la Run Multimedia, il videoclip di Marmellata #25 vede il cantante svegliarsi una mattina e trovare tutti gli oggetti della propria abitazione animati da vita propria. Quando Cremonini esce dall'appartamento e pensa di essersene liberato, si trova faccia a faccia con un ragno gigantesco formato proprio dagli oggetti di casa sua che lo insegue per le strade di Bologna, fino ad arrivare ai giardini Margherita, dove Cremonini sbatte la testa contro un ramo e sviene. Al risveglio il cantante si trova nuovamente nel proprio letto: una volta alzato è tutto perfettamente normale e in cucina c'è la sua fidanzata che gli dà il buongiorno con un bacio.
La casa in cui è stato girato il video è la vera casa di allora di Cremonini. È stato prodotto un videoclip anche di Marmellata #24, una versione alternativa di Marmellata #25, realizzato con alcune immagini scartate dal video originale. In tale video, disponibile sul sito ufficiale di Cremonini, compare anche il bassista Nicola "Ballo" Balestri, assente nella versione originale.

## Tracce
1. Marmellata #25
2. Marmellata #25 (Quiet)
3. Marmellata #25 (Smooth)

## Classifiche
| Classifica (2005) | Posizione massima |
| ----------------- | ----------------- |
| Italia            | 11                |
| Italia (airplay)  | 1                 |